# Chloe Orkin

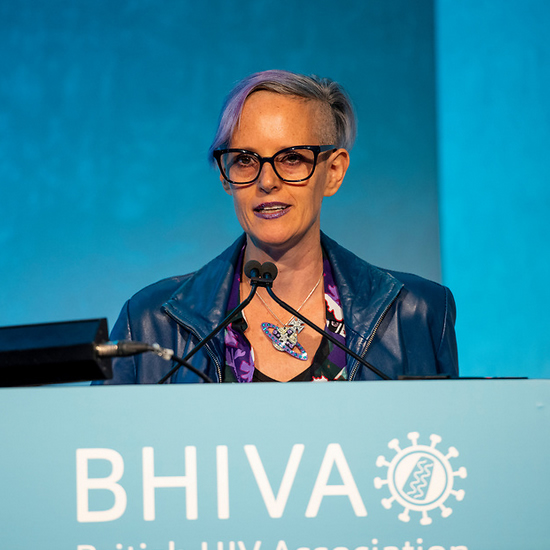
Chloe Orkin bei der Konferenz der British HIV Association (2019)

Chloe Meave Orkin (* zwischen 1972 und 1974 in Johannesburg, Südafrika) ist eine britische Medizinerin und Virologin. Sie ist Professorin für HIV-Medizin an der Queen Mary University of London.
Zu ihren Schwerpunkten gehören die Entwicklung antiretroviraler Therapien, Tests auf durch Blut übertragbare Viren und die Forschung zu gesundheitlichen Ungleichheiten.

## Werdegang
Orkin studierte Humanmedizin an der Witwatersrand-Universität und schloss das Bachelorstudium 1995 ab. Ihre klinische Ausbildung begann sie am Chris Hani Baragwanath Hospital in Soweto. Zu diesem Zeitpunkt waren zwischen 30 und 40 % der dortigen Patienten mit HIV infiziert. Orkin selbst verlor enge Freunde an das Virus.
1996 zog sie in das Vereinigte Königreich und setzte ihre Facharztausbildung am Chelsea and Westminster Hospital fort. Gegen Ende dieser Ausbildung wurde Orkin mit ihrer Partnerin, der Krankenschwester Flick Thorley, nach Botswana geschickt, um dort ein HIV-Behandlungsprogramm aufzubauen und Personal in der Anwendung antiretroviraler Therapien zu schulen. Die Facharztausbildung in HIV- und Urogenitalmedizin schloss sie 1998 ab, seit 1997 ist sie registrierte Medizinerin im Vereinigten Königreich.
Seit Anfang der 2000er-Jahre ist Orkin am Royal London Hospital in Whitechapel beschäftigt. Das Krankenhaus wird von einer Stiftung betrieben, die in staatlicher Hand ist (Barts Health NHS Trust). In ihrer Funktion im staatlichen Gesundheitswesen leitete sie virologische Testkampagnen: 2013 sollte die Rate der HIV-Tests in Spitälern unter dem Motto „Test Me East“ gesteigert werden, 2015 wurden unter dem Motto „Going Viral“ eine Woche lang Tests auf HIV, Hepatitis B und Hepatitis C in Notfallambulanzen im Vereinigten Königreich auf Opt-Out-Basis durchgeführt. Ihre Forschung hat die Testpraxis im Vereinigten Königreich verändert und wird in den EU-Testrichtlinien erwähnt.
Orkin war Studienleiterin bei mehr als 60 klinischen Studien, die zur Zulassung von 24 neuen Medikamenten gegen HIV, Hepatitis und COVID-19 geführt haben. Sie ist die Hauptautorin der Zulassungsstudien zu acht neuen Medikamenten, darunter das erste lang wirkende HIV-Medikament (Cabotegravir/Rilpivirin). Ihre Arbeiten wurden über 10.000 mal zitiert, sie hat (Stand November 2022) laut Google Scholar einen h-Index von 57 und laut der Datenbank Scopus einen solchen von 50. 2019 leitete sie die erste klinische Phase-III-Studie über den Einsatz injizierbarer antiretroviraler Medikamente.
Von 2017 bis 2019 war Orkin Vorsitzende der British HIV Association.
2020 nahm das Magazin DIVA sie in die „Visible Lesbian 100“-Liste auf.

## Schriften (Auswahl)
- Chloe Orkin et al.: Final 192‐week efficacy and safety of once‐daily darunavir/ritonavir compared with lopinavir/ritonavir in HIV‐1‐infected treatment‐naive patients in the ARTEMIS trial. In: HIV Medicine. Band 14, Nr. 1. Wiley-Blackwell-Verlag, 2013, S. 49–59.
- C Orkin, S Flanagan, E Wallis, G Ireland, R Dhairyawan: Incorporating HIV/hepatitis B virus/hepatitis C virus combined testing into routine blood tests in nine UK Emergency Departments: the “Going Viral” campaign. In: HIV Medicine. Band 17, Nr. 3, März 2016, S. 222–230, doi:10.1111/hiv.12364.
- Chloe Orkin et al.: Doravirine/Lamivudine/Tenofovir Disoproxil Fumarate is Non-inferior to Efavirenz/Emtricitabine/Tenofovir Disoproxil Fumarate in Treatment-naive Adults With Human Immunodeficiency Virus–1 Infection: Week 48 Results of the DRIVE-AHEAD Trial. In: Oxford University Press (Hrsg.): Clinical Infectious Diseases. Band 68, Nr. 4, 1. Februar 2019, S. 535–544.
- Chloe Orkin et al.: Long-acting cabotegravir and rilpivirine after oral induction for HIV-1 infection. In: Massachusetts Medical Society (Hrsg.): The New England Journal of Medicine. Band 382, Nr. 12, 2020, S. 1124–1135.
- Vanessa J Apea et al.: Ethnicity and outcomes in patients hospitalised with COVID-19 infection in East London: an observational cohort study. In: British Medical Journal Publishing Group (Hrsg.): BMJ open. Band 11, Nr. 1, S. e042140, doi:10.1136/bmjopen-2020-042140.